# Nuits
Nuits -también llamada Nuits-sur-Armançon- es una localidad y comuna francesa situada en la región de Borgoña, departamento de Yonne, en el distrito de Avallon y cantón de Ancy-le-Franc.

## Demografía
| 294 | 472 | 453 | 419 | 450 | 436 | 434 | 586 | 464 | 457 | 505 | 419 | 428 | 524 | 454 | 490 | 507 | 508 | 589 | 598 | 593 | 678 | 704 | 630 | 597 | 590 | 619 | 556 | 499 | 453 | 455 | 407 | 417 |
| Para los censos de 1962 a 1999 la población legal corresponde a la población sin duplicidades (Fuente: INSEE [Consultar]) |     |     |     |     |     |     |     |     |     |     |     |     |     |     |     |     |     |     |     |     |     |     |     |     |     |     |     |     |     |     |     |     |